# Picotin (patronyme)
 (novembre 2022).
Si vous disposez d'ouvrages ou d'articles de référence ou si vous connaissez des sites web de qualité traitant du thème abordé ici, merci de compléter l'article en donnant les références utiles à sa vérifiabilité et en les liant à la section « Notes et références ».
Pour les articles homonymes, voir Picotin.
Cette page présente le nom de famille Picotin ainsi que ses variantes.
Picotin est un patronyme français.

## Étymologie
L’étymologie est discutée : au (XIIIe siècle) Picotin est composé de picot, picoter (« becqueter ») et -in « même si ce verbe est attesté postérieurement ». 
Picotin est aussi apparenté à l'ancien français picote (« mesure de liquide »), à pichet, piquet qui a aussi, en ancien français, le sens de « mesure pour les grains. »

## Récurrence
Les lieux d'origine des Picotin sont la Marne, le Rhône, le Nord, le Pas-de-Calais, l’Ain et la Charente en France.

## Personnalités
- Daniel Picotin est avocat et homme politique français ;